# Фарбман Рафаїл Борисович
Рафаїл Борисович Фарбман (Рафаїл) (1893, місто Курськ Курської губернії, тепер Курської області, Російська Федерація — 1966, Москва) — український радянський партійний діяч, секретар ЦК КП(б)У в січні — квітні 1920 р. Член ЦК КП(б)У в липні — вересні 1918 року і у березні 1919 — квітні 1920 р. Член Зафронтового бюро ЦК КП(б)У в червні — грудні 1919 р. Член Організаційного бюро ЦК КП(б)У в серпні 1919 — березні 1920 р.

## Біографія
Народився в родині єврейського візника у місті Курську (за іншими даними — у місті Харкові). Освіта — початкова. Закінчив дворічне початкове міське училище. Працював кравцем у Харкові.
Член РСДРП(б) з 1910 року. Партійний псевдонім — Рафаїл. Вів підпільну революційну роботу в місті Києві.
У 1914 році був заарештований царською поліцією і висланий на заслання в Тобольську губернію. У 1917 році повернувся до Києва, обирався членом Київського комітету РСДРП(б). У 1917 році — заступник голови Київської ради профспілок. У 1917—1918 роках — заступник голови центрального профспілкового бюро.
У 1918 році — кандидат в члени Всеукраїнського бюро з керівництва повстанської боротьби проти німецьких окупантів. З червня 1918 року — заступник голови надзвичайного Військово-революційного трибуналу 8-ї, 13-ї та 14-ї армій Південного фронту. На І з'їзді КП(б)У обирався членом ЦК КП(б)У, але вибув у вересні 1918 року на роботу в Москву.
У лютому — 7 червня 1919 року — член виконавчого комітету Харківської губернської ради, завідувач відділу управління Харківської губернії. З березня по червень 1919 року — товариш (заступник) голови Харківського губернського виконавчого комітету. У червні — серпні 1919 року — член надзвичайного військово-революційного трибуналу Донецького басейну. З жовтня по грудень 1919 року працював завідувачем відділу інформації і зв'язку Зафронтового бюро ЦК КП(б)У.
Вибирався членом Оргбюро та заступником секретаря ЦК КП(б)У (з грудня 1919 року), а у січні — березні 1920 року виконував обов'язки секретаря ЦК КП(б)У під час відсутності Станіслава Косіора. У грудні 1919 — квітні 1920 року — завідувач організаційно-інструкторського відділу ЦК КП(б)У. У березні — 5 квітня 1920 року — 2-й (відповідальний) секретар ЦК КП(б)У. У 1920 — 1921 роках був прихильником групи «демократичного централізму».
З 1920 року — секретар осередку, член Бюро комітету РКП(б) заводу «ВЭК» у місті Москві.
У 1922 році (до березня) знову працював в Україні заступником завідувача відділу агітації і пропаганди (Агітпропу) ЦК КП(б)У.
З березня по квітень 1922 року — завідувач відділу народної освіти Краснопресненського району міста Москви.
28 березня 1922 — 4 лютого 1924 року — завідувач відділу народної освіти Московської ради і Московського губернського виконкому. У травні 1924 — 1927 року — голова арбітражного комітету Москви і Московської губернії. У 1927 році — активний учасник «об'єднаної опозиції».
18 грудня 1927 року був виключений із ВКП(б). 31 грудня 1927 року висланий як активний троцькіст в Сибір на 3 роки; відбував заслання до червня 1930 року. Відійшов від опозиції у травні 1930 року і подав заяву в ЦКК ВКП(б) з проханням відновити в членах партії. 23 червня 1930 року достроково звільнений із заслання.
З 1930 року — заступник начальника управління, завідувач відділу кадрів тресту «Рудметалторг» ВРНГ СРСР; начальник сектора тресту «Металобрухт» у Москві.
27 червня 1932 року був відновлений у членах ВКП(б), але вже в лютому 1933 року знову виключений із партії.
Заарештований 14 січня 1933 року як член «підпільної троцькістської групи Смирнова» і засуджений на три роки ув'язнення. Відбував покарання у Верхньоуральському ізоляторі ОДПУ. У 1935 році отримав пожиттєве ув'язнення. Звільнений у 1956 році.
Проживав на пенсії в Москві. Указом Президії Верховної Ради СРСР від 16 січня 1989 року реабілітований (посмертно).